# 三帝の角

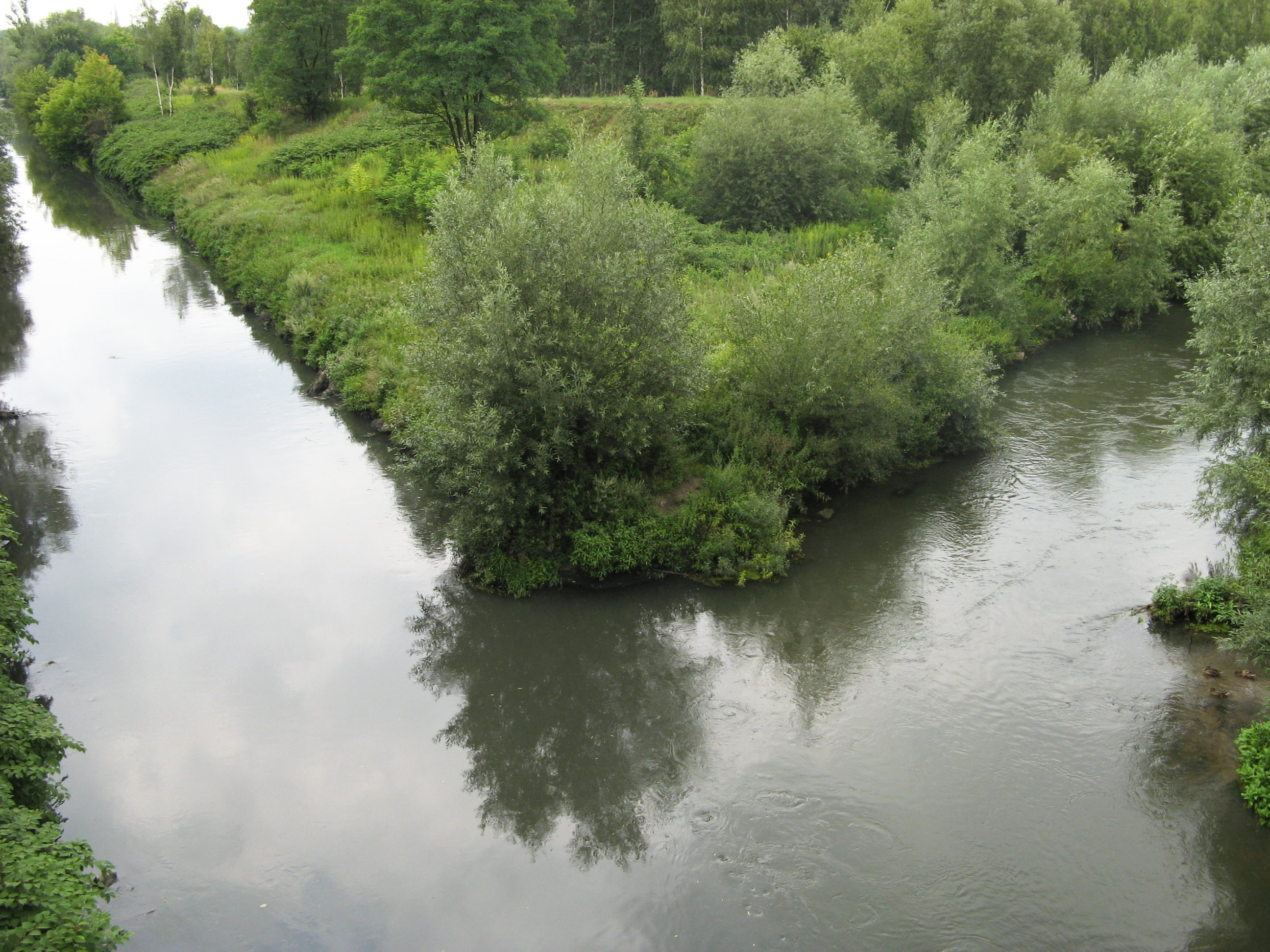
2007年に撮影された三帝の角。1918年以前はこの左側がドイツ帝国、中央がロシア、右側がオーストリア＝ハンガリー帝国だった。

三帝の角（さんていのかど、ポーランド語: Trójkąt Trzech Cesarzy、ドイツ語: Dreikaisereck、ロシア語: Угол трёх императоров）は、ポーランド・シロンスク県のムィスウォヴィツェ、ソスノヴィエツ、ヤヴォジュノの近くにある白プシェムシャ川と黒プシェムシャ川の合流点である。1871年から1918年までの第四次ポーランド分割時代には、ドイツ帝国、オーストリア＝ハンガリー帝国、ロシア帝国というポーランドを分割した3つの帝国の国境がこの地点に集まる三国国境となっていた。

## 歴史

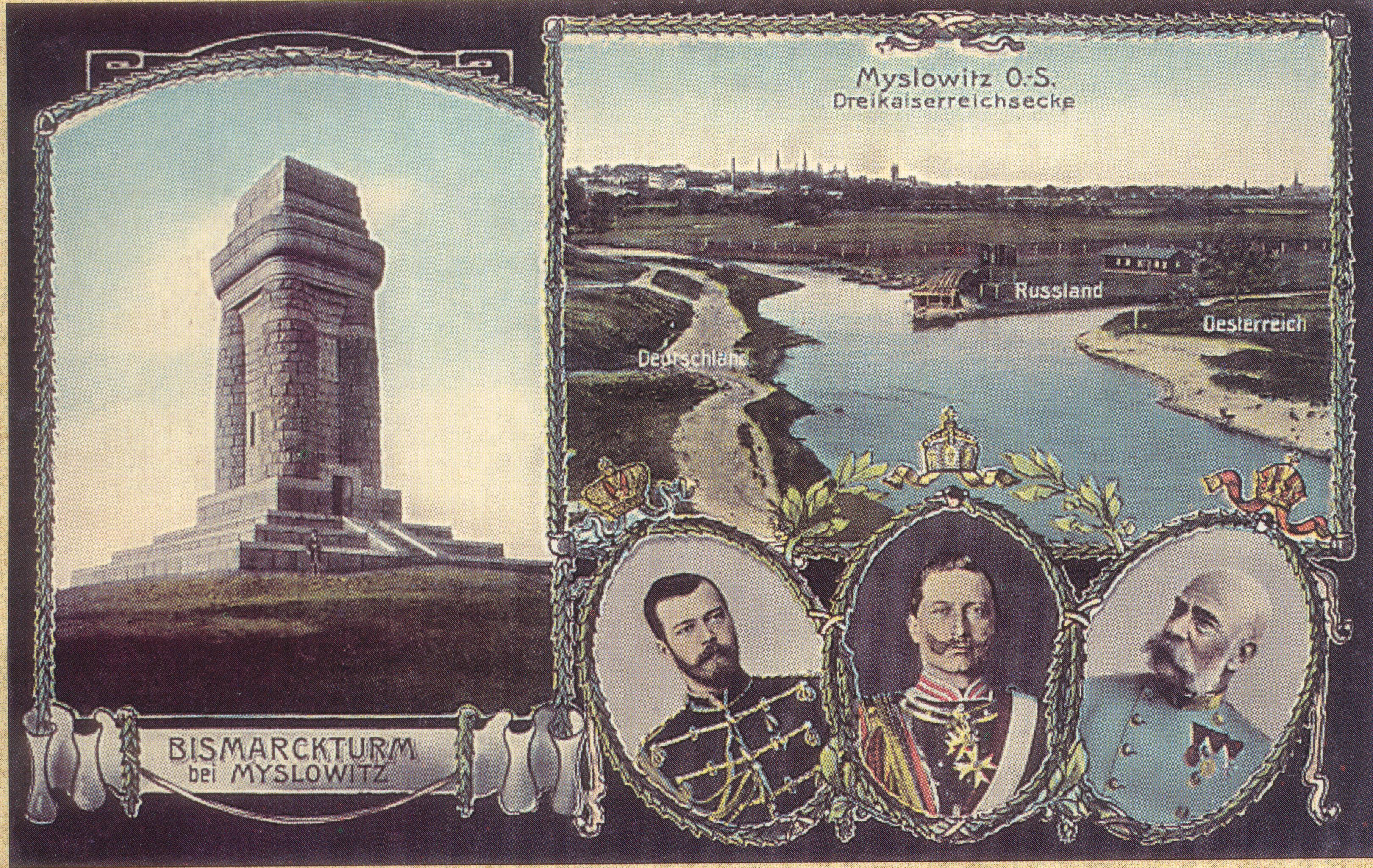
1907年頃の三帝の角を描いた絵葉書。右下はロシア皇帝・ニコライ2世、ドイツ皇帝・ヴィルヘルム2世、オーストリア皇帝・フランツ・ヨーゼフ1世。左はムィスウォヴィツェにあったビスマルク塔。

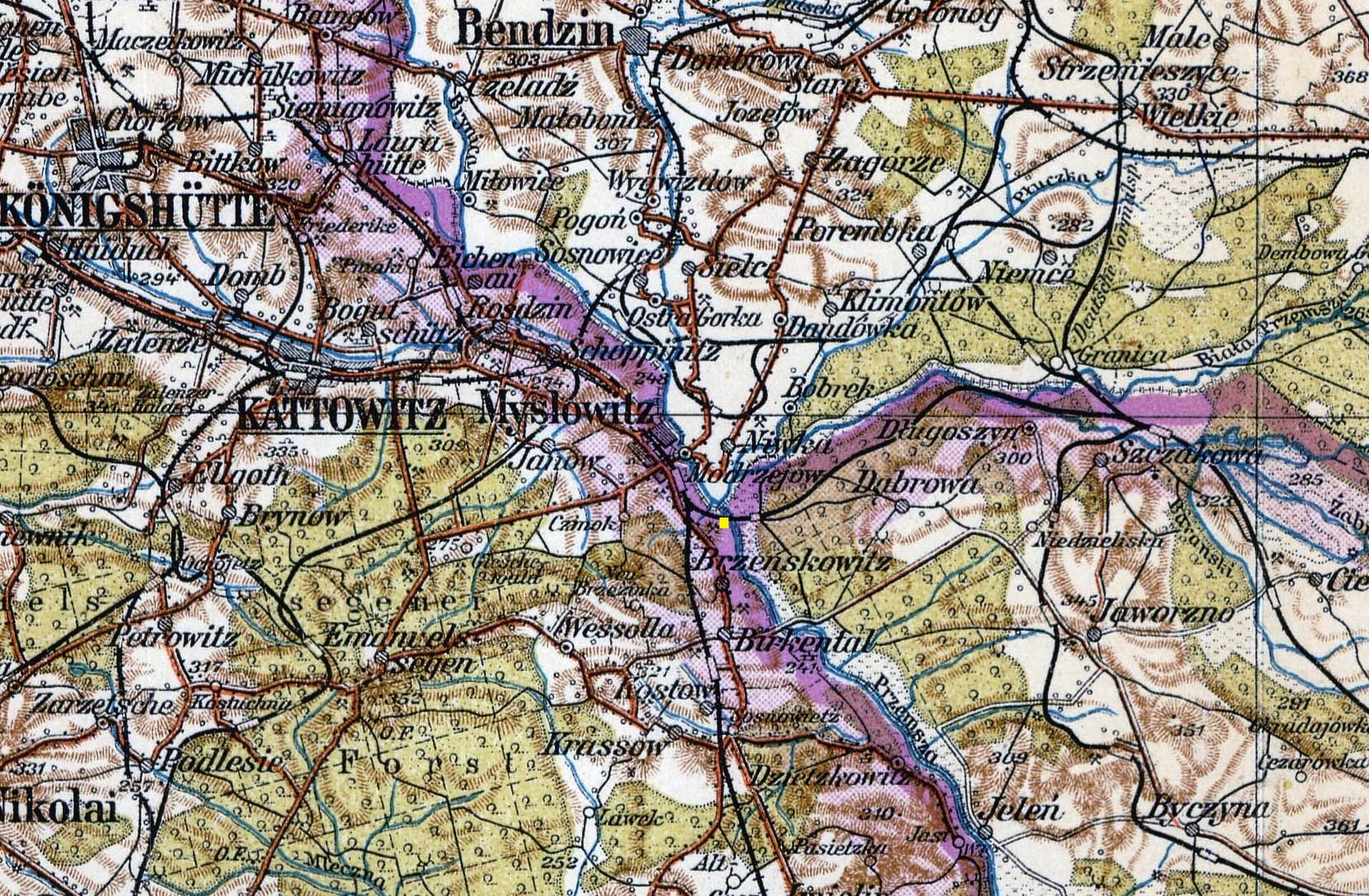
1910年の地図

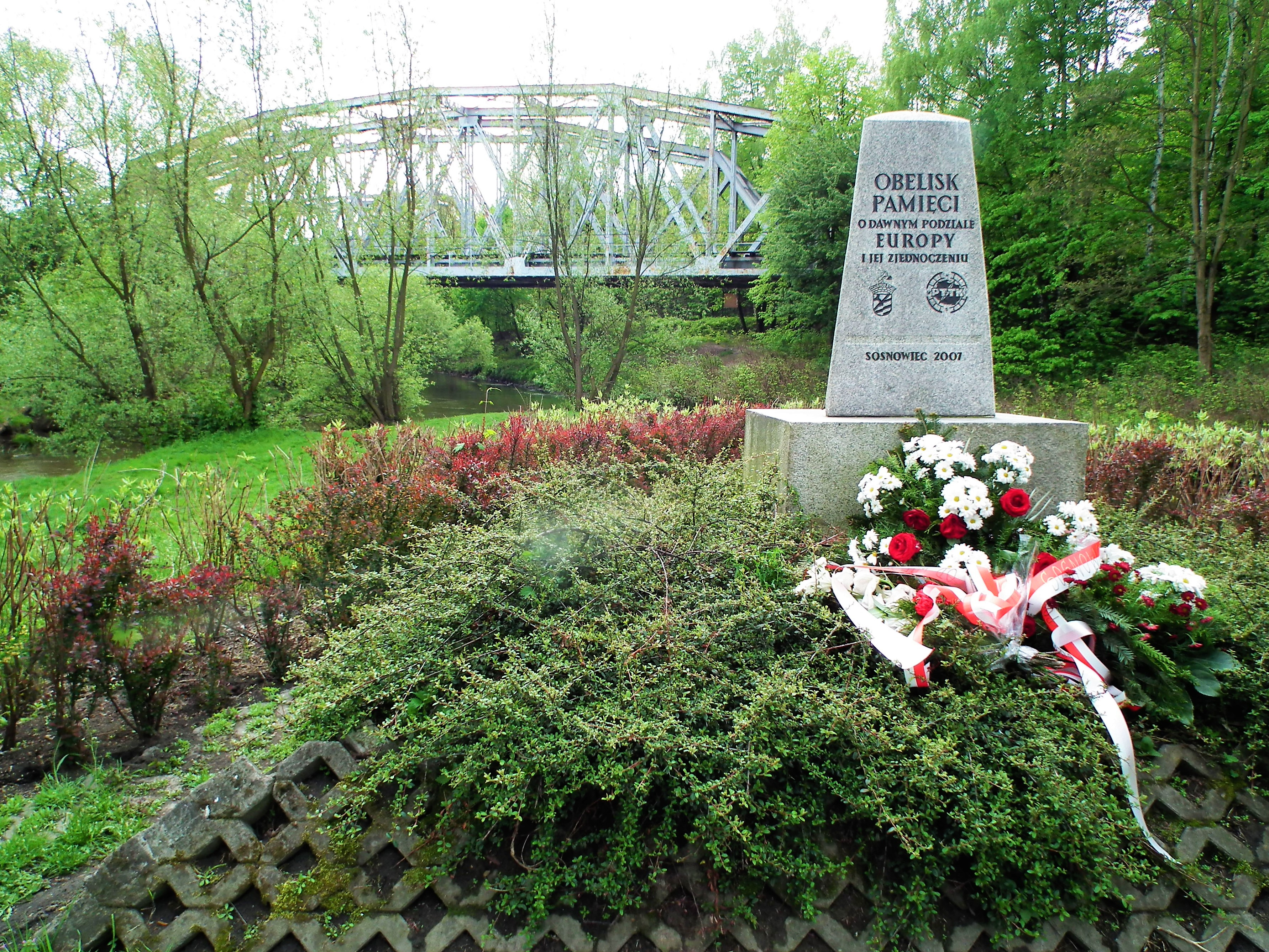
2007年に建てられた記念碑

19世紀にはポーランドの分割統治が行われ、国境線の移動や政権交代が行われた。1846年に起きたクラクフ蜂起の失敗により、オーストリア帝国がクラクフ自由市を併合したことにより、白プシェムシャ川の左岸はオーストリア帝国のクラクフ大公国に属することとなった（1867年以降はオーストリア＝ハンガリー帝国王政の一部）。黒プシェムシャ川右岸の上シレジアは1742年にプロイセン王国に併合された。1815年のウィーン会議の最終法により、2つの支流の間の土地は事実上のロシア帝国領であるポーランド立憲王国の一部となったことで、この地点は三国国境となり、「三国の角」（ドイツ語: Dreiländereck）と呼ばれるようになった。1871年にプロイセン王がドイツ皇帝となってドイツ帝国が成立し、この地点に集まる3つの国が全て帝国となったことで、三国の角は「三帝の角」となった。第一次世界大戦後に3帝国がいずれも廃止され、1918年にポーランド第二共和国が成立したことで、「三帝の角」はなくなった。
1795年の第三次ポーランド分割によりポーランド・リトアニア共和国が終結した後にも、ニエミルフ村の近くに同様の三国国境が生まれていた。ここではプロイセン、オーストリア、ロシアが国境を接していた。1807年にナポレオン1世によって旧プロイセン領にワルシャワ公国が成立したことで、この三国国境は解消された。
三帝の角は、第一次世界大戦までは、ドイツ帝国を中心に人気の観光スポットだった。2隻の遊覧船が周辺を航行し、1907年にはドイツ当局がプシェムシャ川の河岸に、ヴィルヘルム・クライスによるドイツ各地に建てられていたのと同様の設計の、高さ22mのビスマルク塔を建てさせた。当時の新聞の報道によれば、毎週3,000～8,000人の人々がこの場所を訪れていた。
1919年にオーストリア＝ハンガリー帝国とロシア帝国の旧領土にポーランド第二共和国が成立したのに伴い、この三国国境は廃止された。ドイツ領もまた、1921年の住民投票によりポーランドに移管された。ビスマルク塔はポーランド領となった後も残っており、「自由の塔」と呼ばれるようになったが、1933年に解体された。
現在ではこの一帯は工業地帯であり、1990年代までは忘れられていた。2004年にこの場所に記念碑が設置されたが、その碑文が「ポーランドが3つに分割された場所」と、少し誤ったものとなっていた（プロイセン併合前のシレジアはポーランドではない）。2012年に「かつての三国国境」と碑文が修正された。